# Gutenzell-Hürbel
Gutenzell-Hürbel è un comune tedesco di 1 867 abitanti situato nel land del Baden-Württemberg.